# Кадзуно
Кадзуно (яп. 鹿角市 Кадзуно-си) — город в Японии, расположенный в северо-восточной части префектуры Акита. Основан 1 мая 1972 года путём слияния посёлков Ханава, Товада, Одзаридзава и села Хатимантай уезда Кадзуно. Город специализируется на скотоводстве и культивации яблок. 
Площадь города составляет 707,34 км², население — 32 340 человек (1 августа 2014), плотность населения — 45,72 чел./км².

## Города-побратимы
- Шопрон, Венгрия (1995)
- Лянчжоу, Китай (2000)